# Зутемелк, Йоп
Хендрик Герардус Йозеф (Йоп) Зутемелк (нидерл. Hendrik Gerardus Joseph (Joop) Zoetemelk; род. 3 декабря 1946, Рейпветеринг, Южная Голландия) — нидерландский шоссейный велогонщик, победитель Тур де Франс и Вуэльты Испании. Также является олимпийским чемпионом 1968 года в командной гонке с раздельным стартом.

## Биография
Йоп Зутемелк родился в семье фермера, и учился на плотника. В детстве он занимался конькобежным спортом, а в велоспорт перешёл только в 17 лет. Начав выступать за лейденскую любительскую команду, он сразу стал побеждать на значимых молодёжных гонках. На Олимпиаде в Мехико Зутемелк в составе нидерландской четвёрки стал олимпийским чемпионов в гонке с раздельным стартом. В 1970 году он перешёл в профессионалы и сразу занял второе место на Тур де Франс, уступив только Эдди Мерксу. В 1974 и 1975 годах Зутемелк выигрывал Париж — Ницца (дважды) и Тур Романдии, после чего на одной из французских гонок столкнулся с машиной и проломил череп. Он пропустил Тур 1974, но в следующем сезоне вернулся и взял снова Париж — Ницца, а также Тур Нидерландов.
Голландец ещё не раз выигрывал подобные многодневки и классики, но супермногодневки ему долго не покорялись. Он 16 раз стартовал на Тур де Франс и всегда финишировал, причем первые 12 гонок неизменно в первой восьмёрке. Зутемелк претендовал бы на титул главного неудачника Тура (6 вторых мест), если бы не победа в 1980 году. Её весомость была несколько снижена из-за схода Бернара Ино, победителя остальных Туров в 1978—1982 годах. Годом ранее главной победы в своей карьере Зутемелк выиграл Вуэльту Испании. После 1982 года он уже не мог включиться в борьбу за победу на Тур де Франс, но продолжал выигрывать гонки второго эшелона. В 1985 году нидерландец стал старейшим чемпионом мира, выиграв «золото» в 38 лет. Через 2 года он победил на Амстел Голд Рейс и после окончания сезона завершил карьеру. Йоп трижды был пойман на допинге, в 1977, 1979 и 1983 годах, первый два раза — на Тур де Франс.
Зутемелк признавался лучшим спортсменом страны в 1980 и 1985 годах, ещё 9 раз (рекорд) он становился лучшим велогонщиком Нидерландов. Голландец женился на француженке Франсуазе Дюшоссуа, дочери директора Тур де Франс. После завершения карьеры Йопа они жили в Мо, где Зутемелк владел гостиницей. Их сын, Карл, стал маунтинбайкером и выигрывал чемпионат Франции. С 1984 года Йоп выступал за «Rabobank», где продолжал работать спортивным директором после завершения карьеры до 2006 года. В родном городе Зутемелка Рейпветеринге установлена его статуя, там же проводится любительская гонка Классика Йопа Зутемелка.

## Главные победы
1968
- Командная гонка с раздельным стартом на Олимпиаде в Мехико

1969
- Тур де л'Авенир

1971
- Горный зачёт и 16-й этап Вуэльты Испании
- Чемпионат Нидерландов

1973
- Комбинированный зачёт, пролог и 4-й этап Тур де Франс
- Чемпионат Нидерландов
- Париж — Ницца
- Тур Романдии

1975
- 11-й этап Тур де Франс
- Париж — Ницца
- Тур Нидерландов

1976
- 9-й, 10-й и 20-й этапы Тур де Франс
- Флеш Валонь

1977
- Париж — Тур

1978
- 14-й этап Тур де Франс

1979
- 18-й этап Тур де Франс
- Общий зачёт, пролог и 8-й Б этап Вуэльты Испании
- Париж — Ницца
- Париж — Тур
- Критериум Интернасьональ

1980
- Общий зачёт, 11-й и 20-й этапы Тур де Франс

1982
- Гран-при Эдди Меркса

1985
- Чемпионат мира
- Тиррено — Адриатико
- Венендал — Венендал

1987
- Амстел Голд Рейс

## Результаты на супермногодневках
|                    | 1970 | 1971 | 1972 | 1973 | 1974 | 1975 | 1976 | 1977 | 1978 | 1979 | 1980 | 1981 | 1982 | 1983 | 1984 | 1985 | 1986 |
| Тур де Франс       | 2    | 2    | 5    | 4    | НС   | 4    | 2    | 8    | 2    | 2    | 1    | 4    | 2    | 23   | 30   | 12   | 24   |
| Победы на этапах   | 0    | 0    | 0    | 1    | —    | 1    | 3    | 1    | 1    | 1    | 2    | 0    | 0    | 0    | 0    | 0    | 0    |
| Горный зачёт       | НК   | 2    | 5    | 6    | —    | 3    | 3    | 5    | 3    | 4    | 5    | НК   | НК   | НК   | НК   | НК   | НК   |
| Спринтерский зачёт | НК   | 5    | 3    | 2    | —    | 9    | 8    | НК   | 9    | 3    | 10   | НК   | НК   | НК   | НК   | НК   | НК   |
| Джиро д'Италия     | НС   | НС   | НС   | НС   | НС   | НС   | НС   | НС   | НС   | НС   | НС   | НС   | НС   | НС   | НС   | НС   | НС   |
| Победы на этапах   | —    | —    | —    | —    | —    | —    | —    | —    | —    | —    | —    | —    | —    | —    | —    | —    | —    |
| Горный зачёт       | —    | —    | —    | —    | —    | —    | —    | —    | —    | —    | —    | —    | —    | —    | —    | —    | —    |
| Спринтерский зачёт | —    | —    | —    | —    | —    | —    | —    | —    | —    | —    | —    | —    | —    | —    | —    | —    | —    |
| Вуэльта Испании    | НС   | 6    | НС   | НС   | НС   | НС   | НС   | НС   | НС   | 1    | НС   | НС   | НС   | НС   | НС   | НС   | НС   |
| Победы на этапах   | —    | 1    | —    | —    | —    | —    | —    | —    | —    | 2    | —    | —    | —    | —    | —    | —    | —    |
| Горный зачёт       | —    | 1    | —    | —    | —    | —    | —    | —    | —    | 3    | —    | —    | —    | —    | —    | —    | —    |
| Спринтерский зачёт | —    | НК   | —    | —    | —    | —    | —    | —    | —    | 3    | —    | —    | —    | —    | —    | —    | —    |

| НС | Не стартовал       |
| НК | Не классифицирован |